# حبيب الرحمن الأعظمي
حبيب الرحمن الأعظمي (ولد:1901م/1319هـ - توفي: 1992م/1412هـ) محدّث وفقيه مسلم من علماء الهند ومن كبار المحدثين في القرن العشرين.

## حياته ونشأته
ولد بمدينة مئو، بولاية يوبي بشمال الهند. وكان والده الشيخ محمد صابر الأعظمي من علماء الهند. وأعظمي نسبة إلى أعظم كره.

## تعليمه
درس على يد العديد من علماء الهند مثل عبد الغفار بن عبد الله،ثم التحق بدار العلوم ديوبند. ودرس على يد أنور شاه الكشميري وسيد أصغر حسين، والمفتي عزيز الرحمن الديوبندي، وشبير أحمد العثماني، كريم بش السنبلي.

## أعماله
له العديد من الأعمال منها:

### كتب حققها
1. المطالب العالية بزوائد المسانيد الثمانية، للحافظ بن حجر العسقلاني.
2. المسند للحميدي.
3. الزهد والرقائق ،لعبد الله بن المبارك.
4. تعقيبات على تحقيق العلامة أحمد شاكر لمسند الإمام أحمد.
5. المصنف للإمام عبد الرزاق.
6. سنن سعيد بن منصور.
7. انتقاء الترغيب والترهيب ،لابن حجر.
8. تلخيص خواتم جامع الأصول.
9. كشف الأستار من زوائد مسند البزار للهيثمي.
10. كتاب الثقات لابن شاهين.
11. المصنف لابن أبي شيبة.

### كتب ألفها بالعربية
1. الحاوي لرجال الطحاوي.
2. الاتحافات السنية بذكرى محدثي الحنفية.

### كتب ألفها بالأردية
1. نصرة الحديث، في الاحتجاج بالحديث والرد على منكري الحديث.
2. أعيان الحجاج.
3. ركعات التراويح مذيل برد أنوار مصابيح.
4. الشارع الحقيقي.
5. أحكام النذر لأولياء الله.
6. الأعلام المرفوعة في حكم الطلقات المجموعة.
7. الأزهار المربوعة في رد الآثار المتبوعة.
8. تحقيق أهل الحديث.
9. دفع المجادلة عن آية المباهلة.
10. إرشاد الثقلين بجواب اتحاد الفريقين.
11. التقييد السديد على التفسير الجديد.
12. بطال عزا داري.
13. تعزية داري.
14. دليل الحجاج (رهبر حجاج).
15. رد تحقيق الكلام.
16. أهل دل كي دل أويز باتير.
17. رجال البخاري.
18. دست كار أهل شرف.

وله أيضاً مقالات عديدة باللغة الأردية نشرت في مجلات بارزة مثل: مجلة المعارف، ومجلة البرهان، ومجلة دار العلوم، ومجلة العدل، ومجلة الفرقان، ومجلة البلاغ، ومجلة النجم.

## وصلات خارجية
- قبسة مضيئة في ترجمة العلامة الشيخ حبيب الرحمن الأعظمي